# Diffusionsstrom

Oben der p-n-Übergang vor bzw. während dem Diffusionsprozess, darunter im Gleichgewicht (Ausgleich des Diffusionsstroms durch Driftstrom)

Der Diffusionsstrom ist ein elektrischer Strom, der – auch ohne Vorhandensein eines Kraftfeldes – entsteht, wenn sich freie Ladungsträger aufgrund ihrer Wärmebewegung so bewegen, dass evtl. bestehende Konzentrationsunterschiede ausgeglichen werden (Diffusion). Eine solche nicht konstante Dichte freier Ladungsträger tritt beispielsweise an pn-Übergängen von Halbleitern auf.
Die Diffusionsstromdichte
{\displaystyle {\vec {J}}_{D}=-q\,D\operatorname {grad} \,n}
ist proportional
- zur Ladung q der einzelnen Ladungsträger und
- zum „Gefällevektor“ {\displaystyle \operatorname {grad} \,n} der (ortsabhängigen) Ladungsträgerkonzentration {\displaystyle n({\vec {r}})}

mit
- dem Diffusionskoeffizient D als Proportionalitätsfaktor. Dieser ist bei Halbleitern temperaturabhängig und proportional zur Beweglichkeit b der Ladungsträger. Damit hängt er von der Art der Ladungsträger und vom Material ab. Beispielsweise beträgt er für Elektronen in Silizium 35 cm²/s.[1]

Da im Allgemeinen die Ladungsträgerkonzentration sich nicht nur linear in einer Richtung ändert, ist praktisch auch der Diffusionsstrom nicht konstant. 
Der Diffusionsstrom wird durch einen Feldstrom ausgeglichen, wie es die Kontinuitätsgleichung beschreibt.  Beispielsweise baut sich an Halbleitergrenzschichten durch den Diffusionsstrom eine Raumladung auf, die wiederum ein elektrisches Feld {\displaystyle {\vec {E}}} bewirkt (Diffusionsspannung). Dadurch entsteht ein Driftstrom (auch Feldstrom genannt), der dem Diffusionsstrom „entgegen fließt“.
Damit gilt für die Gesamtstromdichte {\displaystyle {\vec {J}}} als Summe aus Feldstromdichte {\displaystyle {\vec {J}}_{F}} und Diffusionsstromdichte die Transportgleichung:
{\displaystyle {\begin{alignedat}{2}{\vec {J}}&={\vec {J}}_{F}&&+{\vec {J}}_{D}\\&=q\,b\,n\,{\vec {E}}&&-q\,D\,\operatorname {grad} \,n\end{alignedat}}}